# Caulolatilus chrysops
Caulolatilus chrysops es una especie de pez del género Caulolatilus, familia Malacanthidae. Fue descrita científicamente por Valenciennes en 1833.
Se distribuye por el Atlántico Occidental: Carolina del Norte y el parque nacional Tortugas Secas, Florida, EE. UU., gran parte de las Antillas hasta Río de Janeiro, Paraná y Sao Paulo, Brasil. También en todo el Caribe. La longitud total (TL) es de 60 centímetros. Se alimenta de crustáceos y otros invertebrados; ocasionalmente de peces pequeños. Puede alcanzar los 244 metros de profundidad.
Está clasificada como una especie marina inofensiva para el ser humano.